# Liste der Monuments historiques in Brochon
Die Liste der Monuments historiques in Brochon führt die Monuments historiques in der französischen Gemeinde Brochon auf.

## Liste der Immobilien
| Bezeichnung        | Beschreibung | Standort                    | Kennzeichnung | Schutzstatus   | Datum     | Bild           |
| ------------------ | --- | --------------------------- | ------------- | -------------- | --------- | -------------- |
| Château de Brochon | auch Château Stéphen Liégeard; 1895 bis 1898 erbaut; mit Teilen der Innenausstattung; zugehörig: Windrad von 1898 | Rue Stéphen Liégeard (Lage) | PA00112162    | Inscrit Classé | 1975 1984 | weitere Bilder |

## Liste der Objekte
| Bezeichnung                   | Beschreibung                                  | Standort                                 | Kennzeichnung | Schutzstatus | Datum | Bild |
| ----------------------------- | --------------------------------------------- | ---------------------------------------- | ------------- | ------------ | ----- | ---- |
| Skulptur Madonna mit Kind     | Kalkstein, zweite Hälfte des 15. Jahrhunderts | in der Kirche St-Symphorien (Lage)       | PM21000419    | Classé       | 1913  |      |
| Glocke                        | Bronze, 1500 gegossen                         | in der Kirche St-Symphorien (Lage)       | PM21000420    | Classé       | 1943  |      |
| Skulptur einer Heiligen       | Kalkstein, zweite Hälfte des 15. Jahrhunderts | außen an der Kirche St-Symphorien (Lage) | PM21000421    | Classé       | 1976  |      |
| Skulptur Unterweisung Mariens | Kalkstein, 18. Jahrhundert                    | außen an der Kirche St-Symphorien (Lage) | PM21000422    | Classé       | 1978  |      |